# Feliks Hajduczek
Feliks Hajduczek (ur. 21 maja 1920 w Chropaczowie, obecnie dzielnica Świętochłowic, zm. 2 czerwca 2007) – polski działacz państwowy i samorządowy, dziennikarz, w 1975 przewodniczący Prezydium Miejskiej Rady Narodowej w Opolu, w latach 1975–1978 prezydent Opola.

## Życiorys
Pracował jako dziennikarz prasowy, staż dziennikarski rozpoczął jako korespondent zakładowy „Trybuny Robotniczej”. Od 1951 do 1959 zatrudniony w „Trybunie Opolskiej”, gdzie od 1955 kierował działem partyjnym, a następnie ekonomicznym. Członek Polskiej Zjednoczonej Partii Robotniczej, pod koniec lat 50. członek egzekutywy Komitetu Wojewódzkiego PZPR w Opolu. Zasiadał w Miejskiej Radzie Narodowej w Opolu, od stycznia do czerwca 1975 pełniąc funkcję przewodniczącego jej Prezydium. Następnie do maja 1978 pełnił funkcję prezydenta Opola.
Został pochowany na cmentarzu komunalnym w Opolu-Półwsi.